# Parafia Zmartwychwstałego Chrystusa w Połoni
Parafia pw. Zmartwychwstałego Chrystusa w Połoni – parafia rzymskokatolicka należąca do dekanatu Chorzele, diecezji łomżyńskiej, metropolii białostockiej. Erygowana w 1994 roku. Jest prowadzona przez księży diecezjalnych.
Murowany kościół parafialny pw. Zmartwychwstałego Chrystusa w Połoni został zbudowany w latach 1983–1989.

## Zasięg parafii
Do parafii należą wierni z miejscowości: Połoń, Dąbrówka Ostrowska, Grąd Rycicki, Małowidz, Przysowy i Zagaty.